# Suharto
Thống tướng Suharto (8 tháng 6 năm 1921 – 27 tháng 1 năm 2008), tên viết cũ là Soeharto, là tổng thống thứ nhì của Indonesia, ông giữ chức vụ nguyên thủ quốc gia trong 31 năm kể từ khi trục xuất Sukarno vào năm 1967 cho đến khi phải từ nhiệm vào năm 1998.
Suharto sinh tại xóm Kemusuk gần thành phố Yogyakarta, trong thời kỳ thực dân Hà Lan. Ông trưởng thành trong hoàn cảnh khiêm tốn. Cha mẹ ông là người Java theo Hồi giáo, họ ly hôn không lâu sau khi ông được sinh. Trong thời kỳ Nhật Bản chiếm đóng Indonesia, Suharto phục vụ trong lực lượng an ninh Indonesia do người Nhật tổ chức. Sau đó, ông tham gia đấu tranh giành độc lập cho Indonesia. Suharto được thăng hạng thiếu tướng sau khi Indonesia độc lập. Binh sĩ dưới quyền Suharto ngăn chặn một âm mưu đảo chính vào ngày 30 tháng 9 năm 1965, Đảng Cộng sản Indonesia bị quy là chủ mưu. Sau đó, quân đội dẫn đầu một cuộc thanh trừng chống cộng, và Suharto đoạt quyền từ tổng thống khai quốc của Indonesia là Sukarno. Ông được bổ nhiệm làm quyền tổng thống vào năm 1967 rồi tổng thống vào năm sau. Cương vị tổng thống của Suharto được ủng hộ mạnh mẽ trong suốt thập niên 1970 và 1980, song bị xói mòn sau một khủng hoảng tài chính nghiêm trọng dẫn đến bất ổn lan rộng, và ông phải từ nhiệm vào tháng 5 năm 1998.
Di sản 31 năm cai trị của Suharto gây tranh luận tại cả Indonesia và bên ngoài. Khi thi hành "Trật tự Mới", Suharto kiến thiết một chính phủ mạnh, tập trung và do quân đội chi phối. Hành động xâm chiếm và chiếm đóng Đông Timor của Indonesia trong thời kỳ Suharto tại vị làm cho ít nhất 100.000 người thiệt mạng. Đến thập niên 1990, chủ nghĩa chuyên chế Trật tự Mới và tham nhũng phổ biến  là một nguồn gốc gây bất mãn. Trong những năm sau khi Suharto từ nhiệm, các nỗ lực nhằm buộc tội ông tham nhũng và diệt chủng bị thất bại do sức khỏe của ông yếu và do thiếu sự ủng hộ bên trong Indonesia.

## Sinh hoạt ban đầu
Suharto sinh ngày 8 tháng 6 năm 1921 tại xóm Kemusuk của làng Godean. Làng này nằm cách 15 kilômét (9 mi) về phía tây của Yogyakarta- trung tâm văn hóa của người Java. Cha mẹ ông là người Java thuộc tầng lớp nông dân, ông là con duy nhất trong cuộc hôn nhân thứ nhì của cha. Cha của Suharto là Kertosudiro, Kertosudiro có hai con từ cuộc hôn nhân trước, và là một công vụ viên thủy lợi của làng. Mẹ của Suharto là Sukirah, bà là một phụ nữ địa phương và có quan hệ họ hàng xa với Sultan Hamengkubuwono V qua người thiếp đầu của ông ta.

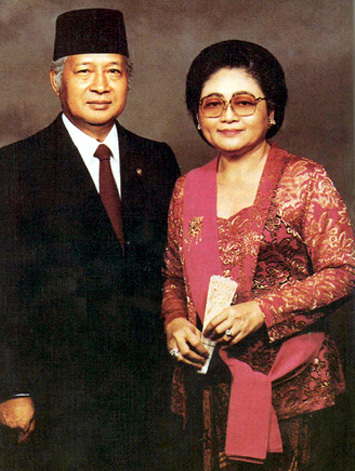
Chân dung chính thức của Suharto và Đệ nhất phu nhân Siti Hartinah.

Năm tuần sau khi sinh Suharto, mẹ của ông bị suy nhược thần kinh và ông được giao cho bà cô bên nội là Kromodirjo chăm sóc. Kertosudiro và Sukirah ly hôn khi Suharto còn nhỏ và sau đó hai người đều tái hôn. Khi lên ba tuổi, Suharto được giao cho mẹ, lúc này bà đã kết hôn với một nông dân địa phương, và Suharto giúp đỡ gia đình trong việc đồng áng. Đến năm 1929, cha của Suharto đưa ông đến sống cùng chị gái, người chị này khi đó đã kết hôn với một người giám sát nông nghiệp tên là Prawirowihardjo, họ sống tại thị trấn Wuryantoro trong một khu vực canh tác cằn cỗi và năng suất thấp gần Wonogiri. Trong hai năm sau, ông từng được cha dượng đưa về với mẹ tại Kemusuk rồi lại được cha đưa về Wuryantoro.
Prawirowihardjo nuôi dưỡng em vợ, như là cha nuôi của Suharto và cho ông một gia đình ổn định tại Wuryantoro. Năm 1931, Suharto chuyển đến thị trấn Wonogiri để theo học tiểu học, lúc đầu sống cùng con trai của Prawirohardjo là Sulardi, và sau đó sống cùng một người có họ hàng với cha tên là Hardjowijono. Trong khi sống cùng Hardjowijono, Suharto quen biết với Darjatmo, một dukun (pháp sư) về thuật thần bí và chữa bệnh bằng đức tin Java, trải nghiệm này tác động sâu sắc đến ông. Khó khăn trong việc trả học phí tại Wonogiri khiến ông chuyển về nhà cha tại Kemusuk, tại đây ông tiếp tục học tại một trường trung học của tổ chức Hồi giáo Muhammadiyah có học phí thấp tại thành phố Yogyakarta cho đến năm 1939.
Giống như nhiều người Java, Suharto chỉ có một tên. Trong các ngữ cảnh tôn giáo trong những năm gần đây, ông đôi khi được gọi là "Haji" hoặc "el-Haj Mohammed Suharto" song chúng không nằm trong tên chính thức của ông hay thường được sử dụng. "Suharto" phản ánh chính tả Indonesia hiện đại. Trong thời kỳ ông sinh, phiên âm tiêu chuẩn là "Soeharto" và ông ưa thích chính tả gốc. Báo chí Anh ngữ quốc tế thường sử dụng chính tả 'Suharto' trong khi chính phủ và truyền thông Indonesia sử dụng 'Soeharto'.
Sự giáo dục của Suharto tương phản với các nhà dân tộc chủ nghĩa Indonesia hàng đầu như Sukarno, trong đó Suharto được cho là có ít quan tâm đến chống chủ nghĩa thực dân, hoặc quan tâm chính trị ngoài môi trường ngay quanh mình. Không giống như Sukarno và đồng giới của ông ta, Suharto có ít hoặc không có tiếp xúc với những người thực dân châu Âu. Do đó, ông không học để nói tiếng Hà Lan hoặc các ngôn ngữ châu Âu khác khi còn trẻ. Ông học nói tiếng Hà Lan sau khi được tuyển mộ vào quân đội Hà Lan năm 1940.

## Binh nghiệp

### Chiến tranh thế giới thứ hai
Suharto hoàn thành giáo dục trung học ở tuổi 18 và có được một công việc văn phòng trong một ngân hàng tại Wuryantaro. Ông buộc phải bỏ việc sau khi một tai nạn xe đạp làm rách bộ trang phục công sở duy nhất của ông. Sau một thời gian thất nghiệp, ông gia nhập Quân đội Hoàng gia Đông Ấn Hà Lan (KNIL) vào tháng 6 năm 1940, và được đào tạo cơ bản tại Gombong gần Yogyakarta. Trong tình thế Đức chiếm đóng Hà Lan còn Nhật Bản thì yêu cầu được tiếp cận nguồn cung dầu của Indonesia, người Hà Lan mở rộng việc tuyển quân KNIL thay vì bài trừ người Java như trước. Suharto được phân đến Tiểu đoàn XIII tại Rampal, tốt nghiệp một khóa đào tạo ngắn hạn tại Kaderschool KNIL tại Gombong để trở thành một trung sĩ, và được phân đến một tiểu đoàn dự bị của KNIL tại Cisarua.
Sau khi người Hà Lan đầu hàng trước quân Nhật xâm chiếm vào tháng 3 năm 1942, Suharto bỏ quân phục KNIL và trở về Wurjantoro. Sau vài tháng thất nghiệp, ông trở thành một trong hàng nghìn người Indonesia nắm cơ hội để tham gia lực lượng an ninh do người Nhật tổ chức bằng cách gia nhập lực lượng cảnh sát Yogyakarta. Trong tháng 10 năm 1943, Suharto được chuyển từ lực lượng cảnh sát sang lực lượng dân quân mới thành lập do người Nhật đỡ đầu là PETA, trong đó người Indonesia phục vụ trong vai trò là sĩ quan. Trong khóa đào tạo để phục vụ với cấp bậc shodancho (tiểu đoàn trưởng), ông tiếp xúc với một phiên bản võ sĩ đạo địa phương hóa, được sử dụng để giáo huấn binh sĩ. Khóa đào tạo này cổ vũ tư tưởng chống Hà Lan và ủng hộ chủ nghĩa dân tộc, song hướng đến các mục tiêu của quân phiệt Nhật. Tiếp xúc với một tư tưởng dân tộc chủ nghĩa và quân phiệt được cho là có tác động sâu sắc đến tư duy của Suharto.
Suharto được phái đến một tiểu đoàn phòng thủ duyên hải của PETA tại Wates, nằm tại phía nam của Yogyakarta, phục vụ cho đến khi ông được cho đi đào tạo làm trung đoàn trưởng (chudancho) tại Bogor từ tháng 4 đến tháng 8 năm 1944. Với chức vụ trung đoàn trưởng, ông quản lý đào tạo các tân binh PETA tại Surakarta, Jakarta, và Madiun. Sự kiện Nhật Bản đầu hàng và Tuyên ngôn độc lập Indonesia vào tháng 8 năm 1945 diễn ra trong khi Suharto được phái đến khu vực Brebeg hẻo lánh (trên sườn núi Wilis) để đào tạo các sĩ quan mới nhằm thay thế những người bị Nhật Bản hành quyết do nổi loạn PETA thất bại vào tháng 2 năm 1945 tại Blitar, do Supriyadi lãnh đạo.

### Cách mạng Dân tộc Indonesia
Hai ngày sau khi Nhật Bản đầu hàng, các nhà lãnh đạo độc lập Sukarno và Hatta tuyên bố Indonesia độc lập, và được bổ nhiệm làm tổng thống và phó tổng thống của nước cộng hòa mới. Suharto giải thể trung đoàn của mình theo lệnh từ chỉ huy người Nhật, và trở về Yogyakarta. Khi các nhóm cộng hòa đứng lên nhằm khẳng định độc lập của Indonesia, Suharto gia nhập một đơn vị mới của Lục quân Indonesia mới hình thành. Dựa trên nền tảng là các kinh nghiệm trong PETA, ông được bổ nhiệm là chỉ huy phó, và sau đó là một chỉ huy tiểu đoàn khi lực lượng cộng hòa được tổ chức chính thức trong tháng 10 năm 1945. Trong những năm đầu Chiến tranh độc lập, ông tổ chức các lực lượng vũ trang địa phương thành Tiểu đoàn X của Trung đoàn I; Suharto được thăng làm Thiếu tá và trở thành thủ lĩnh của Tiểu đoàn X. Suharto tham gia giao tranh chống binh sĩ Đồng Minh quanh Magelang và Semarang, và sau đó được bổ nhiệm làm người đứng đầu một lữ đoàn với cấp bậc trung tá, và giành được sự kính trọng trong vai trò một tư lệnh chiến trường.
Lực lượng Đồng Minh đến với ủy nhiệm phục hồi "tình trạng tiền chiến", điều này nhanh chóng dẫn đến xung đột giữa những người cộng hòa Indonesia và lực lượng Đồng Minh gồm quân Hà Lan và quân Anh trợ giúp. Suharto lãnh đạo binh sĩ chặn bước tiến của Lữ đoàn T ("Hổ") Hà Lan vào ngày 17 tháng 5 năm 1946. Thành tích này khiến ông nhận được sự tôn trọng của Trung tá Sunarto Kusumodirjo, người này mời Suharto soạn thảo chỉ dẫn công tác cho Trụ sở Lãnh đạo Chiến trường (MPP), một thể chế được thiết lập nhằm tổ chức và thống nhất cấu trúc chỉ huy của lực lượng dân tộc chủ nghĩa Indonesia. Quân đội của Cộng hòa Indonesia liên tục tái cơ cấu. Đến tháng 8 năm 1946, Suharto trở thành thủ lĩnh của Trung đoàn 22 của Sư đoàn III ("Sư đoàn Diponegoro") đóng tại Yogyakarta. Đến cuối năm 1946, Sư đoàn Diponegoro nhận trách nhiệm phòng thủ khu vực phía tây và tây nam của Yogyakarta trước quân Hà Lan. Theo báo cáo của quân Hà Lan thì điều kiện đương thời của sư đoàn là khổ sở; bản thân Suharto được tường thuật là giúp đỡ các băng đảng buôn lậu vận chuyển ma túy qua lãnh thổ do ông kiểm soát, nhằm có thu nhập. Trong tháng 9 năm 1948, Suharto được phái đi gặp chủ tịch của Đảng Cộng sản Indonesia (PKI) là Musso trong một nỗ lực bất thành nhằm hòa giải cuộc nổi dậy cộng sản tại Madiun.
Trong tháng 12 năm 1948, người Hà Lan phát động "Chiến dịch Quạ", kết quả là bắt giữ Sukarno và Hatta cũng như chiếm lĩnh thủ đô Yogyakarta của nước cộng hòa. Suharto được bổ nhiệm làm thủ lĩnh Wehrkreise III, gồm hai tiểu đoàn, tiến hành chiến tranh du kích chống lại Hà Lan từ các đồi phía nam của Yogyakarta. Trong cuộc tập kích rạng sáng ngày 1 tháng 3 năm 1949, quân của Suharto và dân quân địa phương tái chiếm thành phố, giữ cho đến buổi trưa. Các tường thuật sau này của Suharto viết rằng ông là người bày mưu duy nhất, song các nguồn khác thì nói Sultan Hamengkubuwono IX của Yogyakarta, và Panglima của Sư đoàn III, ra lệnh tấn công. Tuy nhiên, Tướng quân Abdul Nasution cho biết Suharto chuẩn bị rất cẩn thận cho "Tổng tấn công". Các thường dân đồng cảm với mục tiêu của lực lượng Cộng hòa trong thành phố đã bị kích động rồi tiến hành biểu dương lực lượng, chứng minh rằng người Hà Lan thất bại trong việc giành chiến thắng trong chiến tranh du kích. Trên bình diện quốc tế, Hội đồng Bảo an Liên Hợp Quốc gây áp lực để Hà Lan ngừng tấn công quân sự và để tái khởi động đàm phán, cuối cùng khiến Hà Lan triệt thoái khỏi khu vực Yogyakarta vào tháng 6 năm 1949 và hoàn toàn chuyển giao chủ quyền trong tháng 12 năm 1949. Suharto chịu trách nhiệm tiếp quản thành phố Yogyakarta từ quân Hà Lan triệt thoái trong tháng 6 năm 1949.
Trong Cách mạng, Suharto kết hôn với Siti Hartinah, con gái của một quý tộc nhỏ thuộc vương thất Mangkunegaran của Solo. Cuộc hôn nhân kéo dài và có sự thông cảm, kết thúc khi bà từ trần vào năm 1996. Hai người có sáu người con: Siti Hardiyanti Rukmana (Tutut, sinh 1949), Sigit Harjojudanto (sinh 1951), Bambang Trihatmodjo (sinh 1953), Siti Hediati (Titiek, sinh 1959), Hutomo Mandala Putra (Tommy, sinh 1962), và Siti Hutami Endang Adiningish (Mamiek, sinh 1964). Trong tầng lớp thượng lưu Java, là thỏa đáng khi người vợ tiến hành kinh doanh thượng lưu để bổ sung ngân sách gia đình, cho phép chồng duy trì tôn nghiêm của mình trong vai trò chính thức. Các giao dịch thương nghiệp của Đệ nhất phu nhân cùng con cháu trở nên phổ biến và cuối cùng làm suy yếu cương vị lãnh đạo của Suharto.

### Hậu độc lập

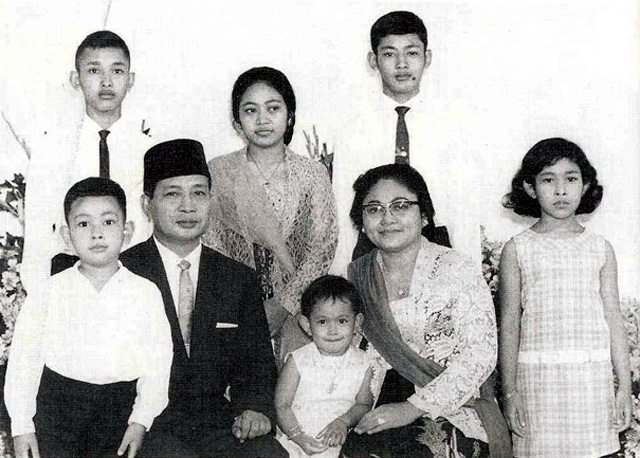
Suharto cùng vợ và sáu con năm 1967.

Trong những năm sau khi Indonesia độc lập, Suharto phục vụ trong Quân đội Indonesia, chủ yếu là trên đảo Java. Năm 1950, với cấp bậc thượng tá, ông lãnh đạo Lữ đoàn Garuda đàn áp Nổi dậy Makassar, đây là cuộc nổi loạn của các cựu binh sĩ thực dân, họ ủng hộ Quốc gia Đông Indonesia và Hợp chúng quốc Indonesia do người Hà Lan thành lập. Trong thời gian tại Makassar, Suharto quen biết với hàng xóm là gia đình Habibie, người con cả của gia đình này là BJ Habibie sau đó trở thành phó tổng thống của Suharto, và kế nhiệm ông làm tổng thống. Năm 1951–1952, Suharto dẫn quân đánh bại cuộc nổi loạn có cảm hứng Hồi giáo của Tiểu đoàn 426 tại khu vực Klaten của Trung Java. Được bổ nhiệm lãnh đạo bốn tiểu đoàn vào đầu năm 1953, ông tổ chức họ tham chiến với những người nổi dậy Darul Islam tại phía tây bắc Trung Java và các hoạt động tiễu phỉ trong khu vực núi Merapi. Ông cũng tìm cách ngăn chặn các đồng cảm cánh tả trong binh sĩ của mình. Trải nghiệm trong giai đoạn này khiến Suharto chán ghét sâu sắc đối với cả chủ nghĩa cấp tiến Hồi giáo và cộng sản.

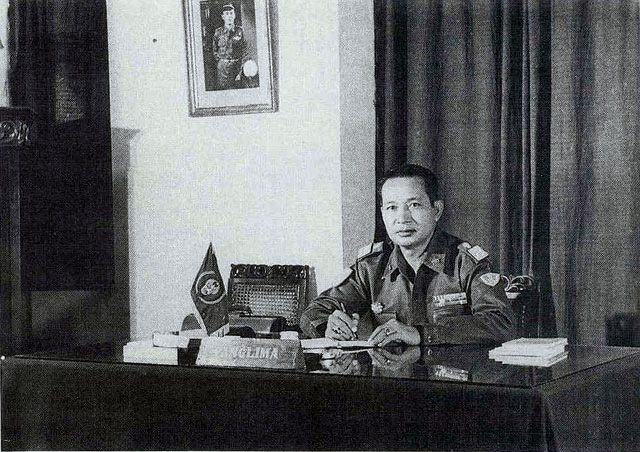
Suharto khi là người lãnh đạo lực lượng dự bị chiến lược, 1963

Từ năm 1956 đến năm 1959, ông phục vụ trong vị trí quan trọng là tư lệnh của Sư đoàn Diponegoro có căn cứ tại Semarang, chịu trách nhiệm đối với các tỉnh Trung Java và Yogyakarta. Quan hệ của ông với doanh nhân nổi bật Lâm Thiệu Lương và Bob Hasan được mở rộng trong suốt nhiệm kỳ tổng thống của ông, chúng bắt đầu tại Trung Java khi ông dính líu đến một loạt doanh nghiệp "sinh lợi", được tiến hành chủ yếu để duy trì hoạt động của đơn vị quân sự do được tài trợ ít. Suharto dính líu đến một cuộc điều tra chống tham nhũng trong quân đội trong một vụ bê bối buôn lậu năm 1959. Bị bãi chức, ông bị chuyển sang trường tham mưu và chỉ huy (Seskoad) của lục quân tại thành phố Bandung. Trong thời gian tại Bandung, ông được thăng quân hàm chuẩn tướng, và đến cuối năm 1960, ông được thăng làm phó tổng tham mưu trưởng lục quân. Năm 1961, ông được trao thêm một chức tư lệnh khi là thủ lĩnh của lực lượng dự bị mới của lục quân (sau là KOSTRAD), một lực lượng lưu động sẵn sàng phản ứng đóng tại Jakarta.
Trong tháng 1 năm 1962, Suharto dược thăng quân hàm thiếu tướng và được bổ nhiệm lãnh đạo Chiến dịch Mandala, chỉ huy chung lục-hải-không quân đặt tại Makassar. Đây là cánh quân sự trong chiến dịch giành miền Tây Tân Guinea từ Hà Lan, lãnh thổ này đang chuẩn bị độc lập. Năm 1965, Suharto được bổ nhiệm làm chỉ huy tác chiến trong cuộc đối đầu chống Malaysia mới hình thành. Lo ngại rằng đối đầu sẽ khiến Java có ít binh sĩ, và rơi vào tay Đảng Cộng sản Indonesia với 2 triệu thành viên, ông cho phép một sĩ quan tình báo Kostrad là Ali Murtopo mở các cuộc tiếp xúc bí mật với người Anh và người Malaysia.

## Phế truất Sukarno (1965)
Căng thẳng giữa quân đội và lực lượng cộng sản gia tăng trong tháng 4 năm 1965, khi Sukarno xác nhận lập tức thi hành đề xuất của Đảng Cộng sản Indonesia về một "lực lượng vũ trang thứ năm" gồm các nông dân và công nhân có vũ trang. Tuy nhiên, ý tưởng này bị tầng lớp lãnh đạo của quân đội bác bỏ do tương đương với việc Đảng Cộng sản Indonesia lập quân đội riêng. Trong tháng 5, "văn kiện Gilchrist" khuấy động lo ngại của Sukarno về một âm mưu quân sự nhằm phế truất ông, mối lo ngại này được ông đề cập nhiều lần trong vài tháng sau đó. Trong phát biểu nhân ngày độc lập vào tháng 8, Sukarno tuyên bố ý định của mình là đưa Indonesia vào một liên minh chống chủ nghĩa đế quốc cùng Trung Quốc và các chế độ cộng sản khác, và cảnh báo quân đội không gây trở ngại.

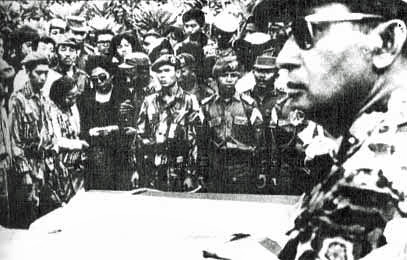
Thiếu tướng Suharto (bên phải, cận cảnh) tham dự tang lễ cho các tướng lĩnh bị ám sát ngày 5 tháng 10 năm 1965.

Trước bình minh ngày 1 tháng 10 năm 1965, các binh sĩ từ Đội cận vệ tổng thống, Sư đoàn Diponegoro và Sư đoàn Brawidjaja bắt cóc và hành quyết sáu tướng lĩnh lục quân tại Jakarta. Các binh sĩ chiếm giữ Quảng trường Merdeka, bao gồm các khu vực trước Dinh Tổng thống, đài phát thanh quốc gia, và trung tâm viễn thông. Lúc 7:10 sáng, Untung bin Sjamsuri tuyên bố trên sóng phát thanh rằng "Phong trào 30 tháng 9" đã chặn trước một nỗ lực đảo chính Sukarno của các tướng lĩnh được CIA hậu thuẫn, và rằng đây là một quân vụ nội bộ. Phong trào 30 tháng 9 chưa từng có bất kỳ xâm phạm nào đến sinh mệnh của Suharto. Suharto ở tại bệnh viện quân đội Jakarta vào tối ngày 30 với con trai Tommy ba tuổi do cậu bị bỏng. Trung tá Abdul Latief đến thăm ông tại bệnh viện, đây là một nhân vật chủ chốt của Phong trào 30 tháng 9 và là bạn bè gia đình thân thiết của Suharto. Theo lời khai sau này của Latief, những người âm mưu cho rằng Suharto là một người trung thành với Sukarno, do đó Latief đến để báo tin cho ông về kế hoạch bắt cóc sắp tới để cứu nguy Sukarno, khi mà Suharto có vẻ thể hiện thái độ trung lập.
Sau khi biết tin về các vụ sát hại, Suharto đến trụ sở của KOSTRAD ngay trước bình minh, từ đây ông có thể quan sát các binh sĩ chiếm giữ Quảng trường Merdeka. Ông huy động các lực lượng đặc biệt KOSTRAD và RPKAD (nay là Kopassus) đi giành quyền kiểm soát trung tâm của Jakarta, chiếm các địa điểm chiến lược trọng yếu bao gồm đài phát thanh mà không gặp kháng cự. Suharto tuyên bố trên sóng phát thành vào lúc 9:00 sáng rằng sáu tướng lĩnh bị bắt cóc bởi "các phần tử phản cách mạng" và rằng Phong trào 30 tháng 9 thực tế có mục đích nhằm phế truất Sukarno. Ông nói rằng bản thân nắm quyền kiểm soát lục quân, và rằng ông sẽ tiêu diệt Phong trào 30 tháng 9 và bảo vệ Sukarno. Suharto ban một tối hậu thư đến Căn cứ Không quân Halim, là nơi Phong trào 30 tháng 9 đặt căn cứ và là nơi Sukarno, tư lệnh không quân Omar Dhani và Chủ tịch Đảng Cộng sản Indonesia Dipa Nusantara Aidit đã tụ tập, khiến họ giải tán trước khi các binh sĩ trung thành với Suharto chiếm căn cứ không quân vào ngày 2 tháng 10 sau giao tranh ngắn ngủi. Với sự thất bại của cuộc đảo chính được tổ chức kém, và được đảm bảo quyền lực từ tổng thống để khôi phục trật tự và an ninh, phe của Suharto củng cố quyền kiểm soát đối với lục quân vào ngày 2 tháng 10. Ngày 5 tháng 10, Suharto dẫn đầu một buổi lễ công cộng để an táng thi thể các tướng lĩnh.
Các thuyết phức tạp và có tính phe phái tiếp tục cho đến ngày nay về thân phận của những nhà tổ chức đảo chính và mục tiêu của họ. Theo giải thích của Lục quân, và sau đó là của "Trật tự Mới" thì đó là trách nhiệm của riêng Đảng Cộng sản Indonesia. Một chiến dịch tuyên truyền của Lục quân, các tổ chức học sinh Hồi giáo và Công giáo, thuyết phục các độc giả Indonesia và quốc tế rằng đó là một nỗ lực đảo chính cộng sản, và rằng các vụ sát hại là hành động tàn bạo hèn nhát chống lại các anh hùng Indonesia. Lục quân liên minh với các tổ chức dân sự tôn giáo lãnh đạo một chiến dịch nhằm thanh trừng xã hội, chính phủ, và quân đội Indonesia những phần tử thuộc đảng cộng sản và các tổ chức cánh tả. Thanh trừng lan rộng từ Jakarta đến phần lớn các khu vực còn lại trên toàn quốc. Ước tính được chấp thuận phổ biến nhất là có ít nhất nửa triệu người bị sát hại. Có đến 1,5 triệu người bị giam cầm trong một hay nhiều giai đoạn. Một kết quả của thanh trừng là một trong ba trụ cột ủng hộ của Sukarno- Đảng Cộng sản Indonesia- bị trừ khử hữu hiệu bởi hai trụ cột còn lại và quân đội và Hồi giáo.
Sukarno tiếp tục nhận được lòng trung thành từ các bộ phận lớn trong quân đội cũng như toàn dân, và Suharto thận trọng không cân nhắc đoạt quyền bằng đảo chính. Trong 18 tháng sau khi đàn áp Phong trào 30 tháng 9, diễn ra một tiến triển phức tạp các thủ đoạn chính trị chống lại Sukarno, bao gồm kích động sinh viên, đe dọa quốc hội, tuyên truyền truyền thông và các đe dọa quân sự.
Trong tháng 2 năm 1966, Sukarno thăng quân hàm Suharto là trung tướng (và thượng tướng vào tháng 7 năm 1966). Việc sát hại một sinh viên thị uy và lệnh của Sukarno về giải tán Diễn đàn Hành động Sinh viên Indonesia (KAMI) trong tháng 2 năm 1966 càng kích động công luận chống tổng thống. Ngày 11 tháng 3 năm 1966, sự xuất hiện của các binh sĩ bất minh quanh Cung điện Merdeka trong một phiên họp nội các buộc Sukarno tẩu thoát đến Cung điện Bogor bằng máy bay trực thăng. Ba tướng lĩnh trung thành với Suharto là Basuki Rahmat, M Jusuf, và Amirmachmud đến Bogor để gặp Sukarno. Tại đó, họ đạt được một sắc lệnh tổng thống (Supersemar) mà theo đó trao cho Suharto quyền lực tiến hành bất kỳ hành động cần thiết nào để duy trì an ninh.
Sử dụng sắc lệnh này, Suharto ra lệnh cấm chỉ Đảng Cộng sản Indonesia vào hôm sau, và tiếp tục thanh trừng các thành phần thân Sukarno khỏi quốc hội, chính phủ và quân đội, cáo buộc họ có cảm tình với cộng sản. Quân đội bắt giữ 15 bộ trưởng nội các và buộc Sukarno bổ nhiệm một nội các mới gồm những người ủng hộ Suharto. Quân đội bắt giữ các thành viên thân Sukarno và thân cộng sản của quốc hội, và Suharto thay thế các thủ lĩnh hải quân, không quân, và lực lượng cảnh sát bằng những người ủng hộ ông, những người này sau đó bắt đầu một cuộc thanh trừng quy mô lớn trong mỗi lĩnh vực.
Trong tháng 6 năm 1966, quốc hội được thanh trừng thông qua 24 nghị quyết, bao gồm cấm chỉ chủ nghĩa Marx-Lenin, phê chuẩn Supersemar, và tước bỏ danh hiệu tổng thống chung thân của Sukarno. Chính phủ kết thúc đối đầu với Malaysia và tái gia nhập Liên Hợp Quốc (Sukarno đưa Indonesia khỏi Liên Hợp Quốc vào năm trước). Suharto không tìm cách loại bỏ hoàn toàn Sukarno trong kỳ họp quốc hội này do vẫn còn ủng hộ đối với tổng thống trong các thành phần của quân đội.
Đến tháng 1 năm 1967, Suharto cảm thấy tự tin rằng ông đã loại bỏ toàn bộ sự ủng hộ quan trọng cho Sukarno trong quân đội, và Quốc hội quyết định tổ chức một phiên họp khác để buộc tội Sukarno. Ngày 22 tháng 2 năm 1967, Sukarno tuyên bố ông sẽ từ nhiệm tổng thống, và đến ngày 12 tháng 3, quốc hội tước bỏ quyền lực còn lại của Sukarno và bổ nhiệm Suharto làm quyền tổng thống. Sukarno bị quản thúc tại gia trong Cung điện Bogor; ông từ trần vào tháng 6 năm 1970. Ngày 27 tháng 3 năm 1968, Quốc hội bổ nhiệm Suharto làm tổng thống nhiệm kỳ 5 năm đầu tiên.

## "Trật tự Mới" (1967–1998)
Suharto xúc tiến "Trật tự Mới" của ông, tướng phản với "Trật tự Cũ" của Sukarno, một xã hội dựa trên tư tưởng Pancasila (năm nguyên tắc). Sau khi ban đầu cẩn thận để không xúc phạm tính nhạy cảm của các học giả Hồi giáo- những người lo ngại Pancasila có thể phát triển thành một phái gần như tôn giáo, Suharto đạt được một nghị quyết quốc hội vào năm 1983 mà theo đó buộc tất cả các tổ chức tại Indonesia tôn trọng triệt để Pancasila như là nguyên tắc căn bản. Ông cũng lập chương trình đào tạo Pancasila bắt buộc cho toàn bộ người Indonesia, từ học sinh tiểu học đến nhân viên văn phòng. Tuy nhiên, trên thực tế, tính chất mơ hồ của Pancasila bị chính phủ của Suharto lợi dụng để biện minh cho các hành động của họ và để kết tội các đối thủ của họ là "chống Pancasila".

### Củng cố quyền lực

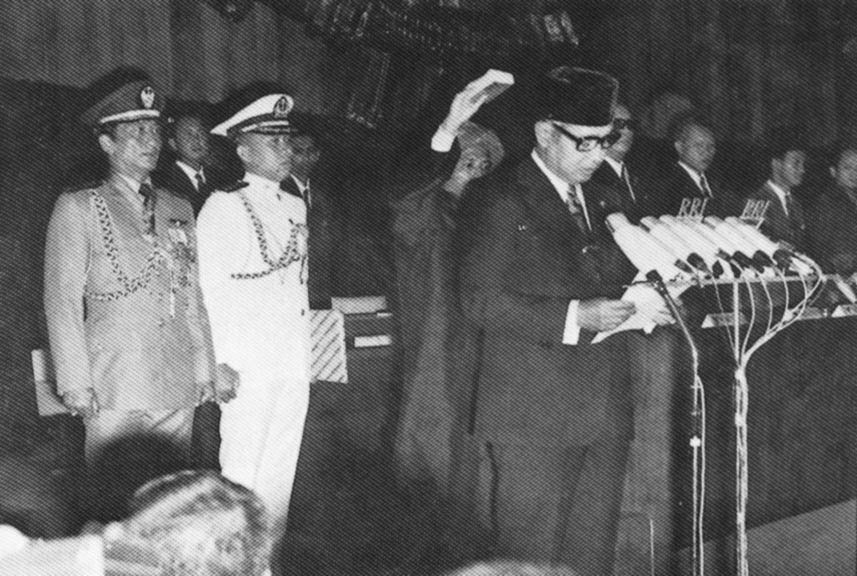
Suharto được bổ nhiệm làm tổng thống của Indonesia trong một buổi lễ vào tháng 3 năm 1968.

Được bổ nhiệm làm tổng thống, Suharto vẫn cần phải chia sẻ quyền lực với các thành phần khác bao gồm các tướng lĩnh Indonesia vốn nhìn nhận Suharto chỉ như đồng sự hạng nhất và các tổ chức Hồi giáo và sinh viên từng tham gia thanh trừng chống cộng. Được hỗ trợ từ "Văn phòng trợ lý cá nhân" (Aspri), là phe gồm các sĩ quan quân sự trung thành với ông từ khi ông là tư lệnh của Sư đoàn Diponegoro mà đặc biệt là Ali Murtopo, Suharto bắt đầu củng cố có hệ thống quyền lực của mình bằng cách loại bỏ các đối thủ tiềm năng, trong khi trao thưởng cho những người trung thành bằng các vị trí chính trị và tiền.
Suharto đánh bại nỗ lực năm 1968 của chủ tịch Quốc hội là Tướng Nasution nhằm thông qua một dự luật cắt giảm nghiêm trọng quyền lực của tổng thống. Năm 1969, Suharto loại bỏ chức vụ chủ tịch Quốc hội của Nasution, và buộc ông ta phải về hưu non trong quân đội vào năm 1972. Năm 1967, các tướng quân Hartono Rekso Dharsono, Kemal Idris và Sarwo Edhie Wibowo (được gọi là "những người Cấp tiến Trật tự Mới") kháng nghị quyết định của Suharto về việc cho phép các chính đảng hiện hữu tham gia các cuộc bầu cử, họ ủng hộ một hệ thống hai đảng phi ý thức hệ tương tự như tại nhiều quốc gia phương Tây. Suharto sau đó phái Dharsono làm đại sứ tại hải ngoại, còn Kemal Idris và Sarwo Edhie Wibowo bị phái đi Bắc Sumatera và Nam Sulawesi làm tư lệnh khu vực.
Quan hệ vững chắc trước đó của Suharto với phong trào sinh viên trở nên căng thẳng do chế độ của ông ngày càng độc đoán và tham nhũng. Trong khi nhiều lãnh đạo ban đầu của Phong trào sinh viên 1966 (Angkatan '66) được kết nạp thành công vào chế độ, Suharto phải đối diện với các cuộc tuần hành lớn của sinh viên nhằm thách thức tính hợp pháp của cuộc bầu cử 1971 (phong trào "Golput"), xây dựng công viên Taman Mini Indonesia Indah tốn kém (1972), sức chi phối của các nhà tư bản ngoại quốc (Sự kiện Malari năm 1974), và thiếu các hạn chế nhiệm kỳ tổng thống của Suharto (1978). Chế độ phản ứng bằng cách tống giam nhiều nhà hoạt động sinh viên và thậm chí phái các đơn vị lục quân đi chiếm giữ các khu trường sở đại học của ITB (Học viện Kỹ thuật Bandung) từ tháng 1-3 năm 1978. Trong tháng 4 năm 1978, Suharto hành động quyết định khi ban sắc lệnh về "Bình thường hóa sinh hoạt khu trường sở" (NKK) theo đó cấm chỉ các hoạt động chính trị trong khuôn viên trường học không liên quan đến học thuật.
Ngày 15–16 tháng 1 năm 1974, Suharto phải đối diện với một thách thức đáng kể khi náo động bạo lực bùng phát tại Jakarta trong chuyến công du của Thủ tướng Nhật Bản Kakuei Tanaka. Sinh viên tuần hành chống lại sự chi phối ngày càng tăng của các nhà đầu tư Nhật Bản, hoạt động này được phó tư lệnh quân đội là Tướng Sumitro khuyến khích. Sumitro là một tướng quân có nhiều tham vọng, ông không thích ảnh hưởng mạnh của nội bộ Aspri của Suharto. Suharto được báo cáo rằng náo động do Sumitro sắp đặt, ông ta có mong muốn làm mất ổn định chế độ bằng cách lợi dụng náo động của sinh viên, kết quả là Sumitro bị bãi nhiệm và buộc phải về hưu. Sự kiện này được gọi là Sự kiện Malari (Malapetaka Lima Belas Januari / Thảm họa 15 tháng 1). Tuy nhiên, Suharto cũng giải tán Aspri nhằm làm dịu bất mãn phổ biến.
Năm 1980, 50 nhân vật chính trị nổi bật ký kết Kiến nghị Năm mươi, trong đó chỉ trích Suharto sử dụng Pancasila để bịt miệng những người chỉ trích ông. Suharto từ chối giải quyết các quan tâm của những người kiến nghị, và một số trong đó bị tống giam còn những người khác bị áp đặt hạn chế đối với hoạt động của họ.

### Chính trị và an ninh nội địa
Để xoa dịu các yêu cầu từ các chính trị gia dân sự trong việc tổ chức bầu cử, như được biểu thị trong các nghị quyết của Quốc hội vào năm 1966 và 1967, chính phủ Suharto đưa ra một loạt các luật về bầu cử cũng như cấu trúc và bổn phận của quốc hội, chúng được quốc hội thông qua vào tháng 11 năm 1969 sau các đàm phán kéo dài. Luật quy định một quốc hội (Madjelis Permusjawaratan Rakjat/MPR) với quyền bầu cử tổng thống, gồm một hạ viện (Dewan Perwakilan Rakjat/DPR) và các đại biểu khu vực. 100 trong số 460 thành viên của DPR sẽ được chính phủ bổ nhiệm trực tiếp, các ghế còn lại được phân bổ cho các chính đảng dựa trên kết quả tổng tuyển cử. Cơ chế này đảm bảo quyền kiểm soát đáng kể của chính phủ dối với các sự vụ tư pháp, đặc biệt là bổ nhiệm tổng thống.
Để tham gia bầu cử, Suharto nhận thấy sự cần thiết phải liên kết bản thân với một chính đảng. Sau khi ban đầu cân nhắc liên kết với đảng cũ của Sukarno là Đảng Dân tộc Indonesia (PNI), đến năm 1969 Suharto quyết định tiếp quản quyền kiểm soát đối với liên hiệp các tổ chức phi chính phủ ít tiếng tăm do quân đội vận hành gọi là Golkar và chuyển đổi nó thành một phương tiện bầu cử của mình với sự phối hợp của cánh tay phải là Ali Murtopo. Tổng tuyển cử đầu tiên được tổ chức vào ngày 3 tháng 7 năm 1971 với mười đảng phái tham gia; gồm Golkar, bốn chính đảng Hồi giáo, cùng năm đảng dân tộc chủ nghĩa và Cơ Đốc giáo. Vận động trên một nền tảng phi ý thức hệ về "phát triển", được hỗ trợ từ sự ủng hộ của chính phủ và chiến thuật hăm dọa tinh vi, Golkar giành được 62,8% phiếu phổ thông. Phiên họp toàn thể tháng 3 năm 1973 của Quốc hội mới được bầu nhanh chóng bổ nhiệm Suharto làm tổng thống, và Sultan Hamengkubuwono IX là phó tổng thống.
Ngày 5 tháng 1 năm 1973, để kiểm soát tốt hơn, chính phủ buộc bốn đảng phái Hồi giáo sáp nhập thành Đảng Phát triển Liên hiệp (Partai Persatuan Pembangunan, PPP) trong khi năm đảng phái phi Hồi giáo được hợp nhất vào Đảng Dân chủ Indonesia (Partai Demokrasi Indonesia, PDI). Chính phủ đảm bảo rằng các đảng phái không bao giờ phát triển thành đảng đối lập hữu hiệu bằng cách kiểm soát tầng lớp lãnh đạo của chúng, trong khi thiết lập hệ thống "bãi miễn" để loại bỏ vị trí của bất kỳ nhà lập pháp nào lên tiếng. Sử dụng hệ thống "Dân chủ Pancasila", Suharto tái đắc cử mà không gặp chống đối tại Quốc hội vào năm 1978, 1983, 1988, 1993, và 1998. Golkar giành chiến thắng với đa số lớn trong mọi cuộc bầu cử Quốc hội, đảm bảo rằng Suharto có thể thống qua chương trình nghị sự của mình mà hầu như không bị phản đối.
Suharto tiến hành các dự án công trình xã hội khác nhau nhằm chuyển biến xã hội Indonesia thành một "quần chúng nổi" phi chính trị hóa hỗ trợ nhiệm vụ quốc gia về "phát triển", một khái niệm tương tự như chủ nghĩa nghiệp đoàn. Chính phủ thành lập nhiều nhóm xã hội dân sự để đoàn kết dân cư ủng hộ các chương trình của chính phủ. Từ năm 1966 đến năm 1967, nhằm xúc tiến đồng hóa người Indonesia gốc Hoa vốn có uy thế, chính phủ Suharto thông qua một số luật trong cái gọi là "Chính sách cơ bản về giải quyết vấn đề người Hoa", do đó chỉ có một xuất bản phẩm tiếng Hoa (quân đội kiểm soát) được phép tiếp tục, toàn bộ các biểu hiện của văn hóa và tôn giáo Trung Hoa bị cấm khỏi không gian công cộng, các trường học Trung văn bị đóng cửa dần, và người Hoa được khuyến khích lấy tên giống tiếng Indonesia. Năm 1968, Suharto mở đầu một chương trình kế hoạch hóa gia đình rất thành công để giảm tốc độ tăng tưởng dân số và do đó làm tăng thu nhập đầu người. Một di sản lâu dài của giai đoạn này là cải cách chính tả tiếng Indonesia theo sắc lệnh vào ngày 17 tháng 8 năm 1972.
Suharto dựa vào quân đội để duy trì an ninh nội địa, thông qua Kopkamtib và BAKIN. Để duy trì kiểm soát nghiêm ngặt trên toàn quốc, Suharto mở rộng hệ thống lãnh thổ của lục quân xuống cấp làng, trong khi các sĩ quan quân đội được bổ nhiệm làm những người đứng đầu khu vực. Đến năm 1969, 70% các thống đốc cấp tỉnh của Indonesia và trên một nửa các huyện trưởng là các sĩ quan quân đội tại ngũ. Suharto ủy quyền Operasi Trisula nhằm tiêu diệt tàn dư của Đảng Cộng sản Indonesia đang nỗ lực thiết lập một căn cứ du kích trong khu vực Blitar vào năm 1968, và ra lệnh tiến hành một số chiến dịch quân sự với kết quả là kết thúc nổi dậy cộng sản PGRS-Paraku tại Tây Kalimantan (1967–1972). Các cuộc tấn công nhằm vào công nhân dầu hỏa bởi hiện thân đầu tiên của Phong trào Aceh Tự do ly khai dưới quyền Hasan di Tiro vào năm 1977 khiến Suharto phái các phân đội lực lượng đặc biệt có quy mô nhỏ đi trấn áp và họ nhanh chóng tiêu diệt hoặc buộc các thành viên của phong trào phải tẩu thoát ra ngoại quốc. Đáng chú ý, trong tháng 3 năm 1981, Suharto ủy quyền một phái đoàn lực lượng đặc biệt giải quyết thành công sự kiện những phần tử Hồi giáo cực đoan không tặc một máy bay của Garuda Indonesia tại Sân bay Don Muang tại Bangkok.
Tuân theo Hiệp định New York năm 1962 vốn yêu cầu trưng cầu dân ý về việc hợp nhất Tây Irian vào Indonesia trước cuối năm 1969, chính phủ Suharto bắt đầu tổ chức cái gọi là kế hoạch "Hành động lựa chọn tự do" trong tháng 7-8 năm 1969. Chính phủ phái lực lượng đặc biệt RPKAD dưới quyền Sarwo Edhie Wibowo đến New Guinea, trong khi phái tình nguyện viên Công giáo dưới quyền Jusuf Wanandi đi phân bổ các hàng tiêu dùng nhằm xúc tiến tình cảm ủng hộ Indonesia. Trong tháng 3 năm 1969, đạt được thỏa thuận rằng trưng cầu dân ý sẽ được chuyển qua 1.025 tù trưởng bộ lạc, viện dẫn thách thức về hậu cần và vô minh chính trị của dân cư. Sử dụng chiến lược trên, trưng cầu dân ý có kết quả là một quyết định nhất trí về việc hợp nhất với Indonesia, được Đại hội đồng Liên Hợp Quốc ghi nhận hợp lệ vào tháng 11 năm 1969.

### Kinh tế
Để ổn định kinh tế và để đảm bảo ủng hộ lâu dài đối với Trật tự Mới, chính quyền của Suharto tuyển dụng một nhóm gồm các nhà kinh tế học Indonesia hầu hết được đào tạo tại Hoa Kỳ, gọi là "Berkeley Mafia", để kiến thiết các thay đổi quan trọng trong chính sách kinh tế. Bằng cách cắt giảm trợ cấp, giảm nợ chính phủ, và cải cách cơ chế tỷ giá hối đoái, tốc độ lạm phát giảm từ 660% vào năm 1966 đến 19% vào năm 1969. Mối đe dọa từ nạn đói được giảm bớt nhờ dòng tàu cứu trợ gạo của USAID từ năm 1967 đến năm 1968.
Ngoài kinh tế chính thức, Suharto thiết lập một mạng lưới các tổ chức từ thiện ("yayasan") do quân đội và các thành viên trong gia đình ông điều hành, các tổ chức này bòn rút "đóng góp" từ các doanh nghiệp nội địa và ngoại quốc để đổi lấy sự ủng hộ và giấy phép của chính phủ. Trong khi một số thu nhập được sử dụng cho các mục đích từ thiện, thì nhiều khoản tiền được tái sinh thành các khoản quỹ đen để thưởng cho các đồng minh chính trị và để duy trì ủng hộ đối với Trật tự Mới.

Năm 1975, công ty dầu hỏa quốc doanh Pertamina bị vỡ nợ nước ngoài do quản lý yếu kém và tham nhũng dưới quyền đồng minh thân thiết của Suharto là Ibnu Sutowo. Chính phủ cứu trợ cho công ty, khiến nơi quốc gia gần tăng gấp đôi.

### Chính sách đối ngoại

Suharto tham dự kỳ họp năm 1970 của Phong trào Không liên kết tại Lusaka.

Vào lúc đoạt quyền, chính phủ Suharto thực hiện chính sách trung lập trong Chiến tranh Lạnh, song lặng lẽ liên kết với khối Phương Tây (gồm cả Nhật Bản và Hàn Quốc) với mục tiêu đảm bảo ủng hộ để Indonesia khôi phục kinh tế. Các quốc gia phương Tây ấn tượng trước sự chống cộng mạnh mẽ của Suharto, họ nhanh chóng đề xuất hỗ trợ. Quan hệ ngoại giao với Trung Quốc bị đình chỉ trong tháng 10 năm 1967 do nghi ngờ Trung Quốc tham dự trong Phong trào 30 tháng 9 (quan hệ ngoại giao được khôi phục vào năm 1990). Do Suharto tiêu diệt Đảng Cộng sản Indonesia, Liên Xô cấm vận bán vũ khí cho Indonesia. Tuy nhiên, từ năm 1967 đến năm 1970 Ngoại trưởng Adam Malik nỗ lực nhằm đảo bảo một số thỏa thuận tái cơ cấu khoản nợ khổng lồ mà Sukarno vay của Liên Xô và các quốc gia cộng sản Đông Âu khác. Trong khu vực, sau khi kết thúc đối đầu với Malaysia trong tháng 8 năm 1966, Indonesia trở thành một thành viên sáng lập của Hiệp hội các quốc gia Đông Nam Á (ASEAN) trong tháng 8 năm 1967. Tổ chức này có mục đích thiết lập quan hệ hòa bình giữa các quốc gia Đông Nam Á để thoát khỏi các xung đột như Chiến tranh Việt Nam đang diễn ra.
Năm 1974, thuộc địa Timor thuộc Bồ Đào Nha chìm vào nội chiến sau khi nhà cầm quyền Bồ Đào Nha triệt thoái sau Cách mạng Hoa cẩm chướng tại mẫu quốc. Được các quốc gia phương Tây tán thành, Suharto quyết định can thiệp để ngăn chặn việc thiết lập một quốc gia cộng sản. Sau một nỗ lực bất thành nhằm bí mật ủng hộ các tổ chức Timor UDT và APODETI, Suharto cho phép xâm chiếm toàn diện thuộc địa vào ngày 7 tháng 12 năm 1975, tiếp theo là chính thức sáp nhập lãnh thổ này thành tỉnh Đông Timor vào tháng 7 năm 1976. Các chiến dịch "bao vây và tiêu diệt" năm 1977–1979 phá vỡ sự kiểm soát trở lại của phe Fretilin đối với các khu vực nội địa, song kháng cự du kích tiếp tục cho đến năm 1999. Một ước tính cho biết tối thiểu 90.800 và tối đa 213.600 người thiệt mạng liên quan đến xung đột diễn ra tại Đông Timor trong thời kỳ Indonesia cai trị (1974–1999); cụ thể là 17.600–19.600 người bị sát hại và 73.200-194.000 thiệt mạng do đói và ốm, song lực lượng Indonesia chịu trách nhiệm cho khoảng 70% số vụ sát hại trong xung đột.

### Phát triển kinh tế-xã hội và tham nhũng gia tăng
Phát triển kinh tế-xã hội thực sự được duy trì liên tục, hỗ trợ cho chế độ của Suharto trong suốt ba thập niên. Đến năm 1996, tỷ lệ nghèo của Indonesia giảm xuống khoảng 11% so với 45% vào năm 1970. Từ năm 1966 đến 1997, Indonesia đạt tăng trưởng GDP thực tế là 5,03%/năm. Năm 1966, lĩnh vực chế tạo đóng góp dưới 10% GDP (hầu hết là các ngành công nghiệp liên quan đến dầu hỏa và nông nghiệp). Đến năm 1997, lĩnh vực chế tạo tăng lên 25% GDP với 53% xuất khẩu bao gồm các sản phẩm chế tạo. Chính phủ đầu tư vào phát triển hạ tầng lớn, do đó cơ sở hạ tầng của Indonesia vào giữa thập niên 1990 được cho là tương đương với Trung Quốc. Suharto lợi dụng những thành tựu như vậy để biện hộ cho chế độ của mình, và một nghị quyết của quốc hội vào năm 1983 trao cho ông danh hiệu "Cha của phát triển".
Các chương trình chăm sóc y tế của chính phủ Suharto làm tăng tuổi thọ bình quân từ 47 năm (1966) lên 67 năm (1997) trong khi giảm tỷ lệ tử vong trẻ sơ sinh trên 60%. Chương trình Inpres của chính phủ được phát động vào năm 1973 có kết quả là tỷ lệ nhập học bậc tiểu học đạt 90% vào năm 1983 trong khi hầu như loại bỏ khoảng cách giáo dục giữa trẻ trai và trẻ gái. Hỗ trợ liên tục cho nông nghiệp có kết quả là Indonesia tự cung cấp được gạo vào năm 1984, đây là một thành tích chưa từng có và khiến Suharto được FAO trao một huy chương vàng vào tháng 11 năm 1985.
Đầu thập niên 1980, trước sự suy giảm xuất khẩu dầu hỏa do sự kiện sản xuất dầu dư thừa trên toàn cầu thập niên 1980, chính phủ Suharto phản ứng bằng cách chuyển đổi thành công trụ cột kinh tế vào ngành chế tạo thâm dụng lao động định hướng xuất khẩu, tiến hành cạnh tranh toàn cầu dựa vào mức lương thấp và một loạt đợt phá giá tiền tệ. Công nghiệp hóa hầu hết do các công ty của người Hoa tiến hành, họ phát triển thành các tập đoàn khổng lồ chi phối kinh tế quốc gia. Các tập đoàn lớn nhất là Tập đoàn Salim dưới quyền Lâm Thiệu Lương (Sudono Salim), Tập đoàn Sinar Mas dưới quyền Hoàng Diệc Thông (Eka Tjipta Widjaja), Tập đoàn Astra dưới quyền Tạ Kiến Long (William Soeryadjaya), Tập đoàn Lippo dưới quyền Lý Văn Chính (Mochtar Riady), Tập đoàn Barito Pacific dưới quyền Bành Vân Bằng (Prajogo Pangestu), và Tập đoàn Nusamba dưới quyền Trịnh Kiến Thịnh (Bob Hasan). Suharto quyết định hỗ trợ sự phát triển của số lượng nhỏ các tập đoàn của người Hoa, lý do là vì họ không thể đặt ra thách thức chính trị vì có thân phận dân tộc thiểu số. Từ trải nghiệm trước đây của mình, ông cho rằng họ có các kỹ năng và tư bản cần thiết để tạo tăng trưởng thực tế cho quốc gia. Đổi lấy sự bảo trợ của Suharto, các tập đoàn cung cấp tài chính sống còn cho các hoạt động "duy trì chế độ" của ông.
Đến cuối thập niên 1980, chính phủ Suharto quyết định bãi bỏ quy định trong lĩnh vực ngân hàng nhằm khuyến khích tiết kiệm và cung cấp nguồn tài chính nội bộ cần thiết cho tăng trưởng. Suharto ra sắc lệnh PAKTO 88, theo đó nới lỏng các yêu cầu cho việc thành lập các ngân hàng và mở rộng tín dụng; kết quả là số lượng ngân hàng tăng 50% từ 1989–1991. Để khuyến khích tiết kiệm, chính phủ thi hành chương trình TABANAS đối với dân chúng. Thị trường chứng khoán Jakarta được tái khai trương vào năm 1977, và bị đầu cơ lên giá do bạo tay trong IPO nội địa và dòng vốn nước ngoài sau khi được bãi bỏ quy định vào năm 1990. Tính khả dụng đột ngột của tín dụng thúc đẩy phát triển kinh tế mạnh mẽ vào đầu thập niên 1990, song môi trường pháp quy yếu kém của lĩnh vực tài chính đã gieo những hạt giống cho khủng hoảng nghiêm trọng vào năm 1997, cuối cùng tàn phá chế độ của Suharto.
Tăng trưởng kinh tế diễn ra đồng thời với phát triển nhanh chóng về tham nhũng, thông đồng, và gia đình trị (Korupsi, Kolusi, dan Nepotisme / KKN). Đầu thập niên 1980, các con của Suharto mà đặc biệt là Siti Hardiyanti Rukmana ("Tutut"), Hutomo Mandala Putra ("Tommy"), và Bambang Trihatmodjo, trở thành những người tham lam. Các công ty của họ được trao cho các hợp đồng chính phủ sinh lợi và được bảo hộ trước cạnh tranh thị trường nhờ độc quyền. Gia đình Suharto được cho là kiểm soát khoảng 36.000 km² bất động sản tại Indonesia, bao gồm 100.000 m² không gian văn phòng hàng đầu tại Jakarta và gần 40% đất tại Đông Timor. Ngoài ra, các thành viên trong gia đình Suharto nhận được cổ phần miễn phí trong 1.251 công ty nội địa sinh lợi nhất của Indonesia (hầu hết do các bạn chí thân người Hoa của Suharto), trong khi các công ty thuộc sở hữu ngoại quốc được khuyến khích thiết lập "quan hệ đối tác chiến lược" với các công ty của gia đình Suharto. Trong khi đó, vô số yayasan do gia đình Suharto điều hành phát triển ngày một lớn, thu hàng triệu dollar "đóng góp" từ các khu vực công và tư mỗi năm.

### Trật tự Mới trong thập niên 1980 và 1990

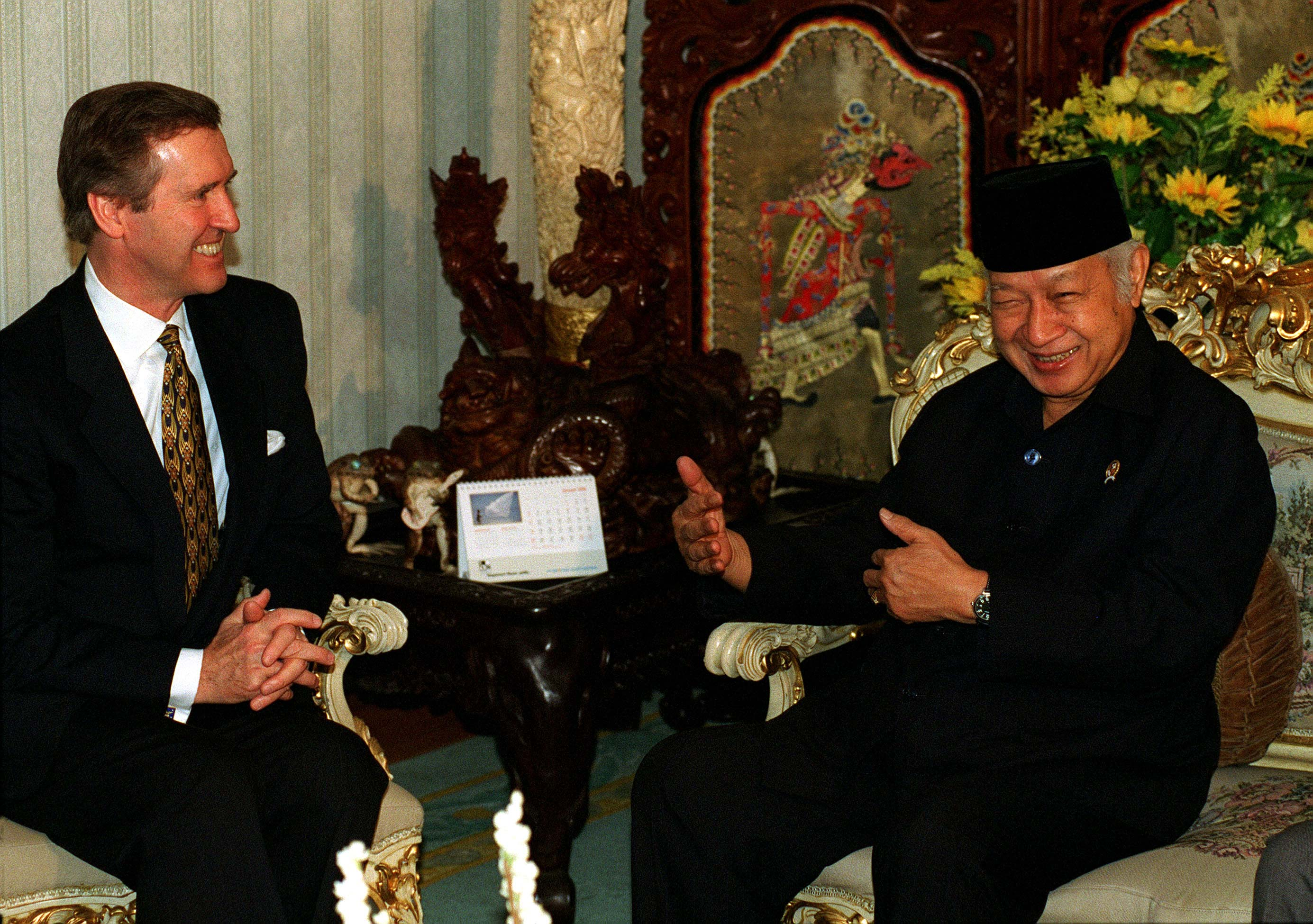
Suharto cùng Bộ trưởng Quốc phòng Hoa Kỳ William Cohen, 14 tháng 1 năm 1998.

Đến thập niên 1980, quyền lực của Suharto được duy trì nhờ sự nhu nhược của xã hội dân sự, các cuộc bầu cử được sắp dặt, và sử dụng quyền lực cưỡng chế của quân đội. Sau khi rút khỏi quân đội vào tháng 6 năm 1976, Suharto tiến hành tái tổ chức lực lượng vũ trang, tập trung quyền lực về tổng thống thay vì các tư lệnh. Trong tháng 3 năm 1983, ông bổ nhiệm Tướng Leonardus Benjamin Moerdani làm người đứng đầu lực lượng vũ trang, ông ta thi hành một đường lối cứng rắn với các phần tử thách thức chính phủ. Do là một tín đồ Công giáo La Mã, ông ta không phải là một mối đe dọa chính trị đối với Suharto.
Từ năm 1983 đến năm 1985, các đơn vị quân đội hạ sát đến 10.000 người bị nghi ngờ có tội nhằm phản ứng trước việc tỷ lệ tội phạm tăng đột biến. Việc Suharto áp đặt Pancasila là tư tưởng duy nhất gây kháng nghị từ các tổ chức Hồi giáo bảo thủ, họ nhìn nhận luật Hồi giáo ở trên tất cả các nhận thức khác. Tàn sát Tanjung Priok phát sinh khi quân đội sát hại 100 người Hồi giáo bảo thủ kháng nghị vào tháng 9 năm 1984. Một loạt các vụ đánh bom nhỏ để trả thù, bao gồm cả đánh bom Borobudur, dẫn đến bắt giữ hàng trăm nhà hoạt động Hồi giáo bảo thủ. Các vụ tấn công cảnh sát của một Phong trào Aceh Tự do được tái sinh vào năm 1989 dẫn đến một hoạt động quân sự sát hại 2.000 người và kết thúc nổi loạn vào năm 1992. Năm 1984, chính phủ Suharto tìm cách gia tăng kiểm soát đối với truyền thông khi đưa ra một đạo luật yêu cầu tất cả phương tiện truyền thông phải có một giấy phép hoạt động báo chí (SIUPP), giấy phép này có thể bị Bộ Thông tin thu hồi bất kỳ lúc nào.
Chiến tranh Lạnh kết thúc khiến phương Tây giảm quan tâm đến cộng sản, và hồ sơ nhân quyền của Suharto được quốc tế chú ý lớn hơn, đặc biệt là sau Tàn sát Santa Cruz 1991 tại Đông Timor. Suharto được bầu làm chủ tịch của Phong trào Không liên kết vào năm 1992, trong khi Indonesia trở thành một thành viên sáng lập của APEC vào năm 1989 và tổ chức Hội nghị thượng đỉnh APEC tại Bogor vào năm 1994.
Trên phương diện đối nội, quan hệ kinh doanh của gia đình Suharto tạo ra bất mãn trong quân đội, nguyên nhân là vì quân đội mất khả năng tiếp cận với quyền lực và các cơ hội trục lợi. Trong kỳ họp quốc hội vào tháng 3 năm 1988, các nhà lập pháp từ quân đội nỗ lực gây áp lực với Suharto bằng cách cố gắng bất thành nhằm ngăn việc bổ nhiệm Sudharmono- một người trung thành với Suharto- làm phó tổng thống. Lời chỉ trích của Moerdani đối với tham nhũng của gia đình Suharto khiến Tổng thống bãi chức tư lệnh quân đội của ông ta. Suharto thi hành một quá trình "phi quân sự hóa" dần dần chế độ của mình; ông giải tán Kopkamtib đầy quyền lực vào tháng 9 năm 1988 và đảm bảo các vị trí chủ chốt trong quân đội do những người trung thành với ông nắm giữ.

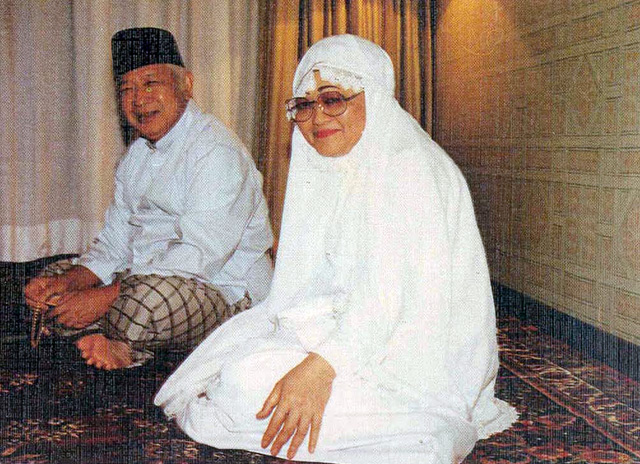
Suharto và phu nhân trong trang phục Hồi giáo vào năm 1991

Trong một nỗ lực nhằm đa dạng hóa căn cứ quyền lực khỏi quân đội, Suharto bắt đầu tranh thủ ủng hộ từ các thành phần Hồi giáo. Ông tiến hành một cuộc hành hương hajj rùm beng vào năm 1991, lấy tên Haji Mohammad Suharto, và xúc tiến các giá trị Hồi giáo và sự nghiệp của các tướng lĩnh có khuynh hướng Hồi giáo. Để giành ủng hộ từ các cộng đồng kinh doanh Hồi giáo mới phát sinh, những người vốn phẫn uất trước sự chi phối của các tập đoàn người Hoa, Suharto thành lập Hiệp hội Tri thức Hồi giáo Indonesia vào tháng 11 năm 1990, do người của ông là BJ Habibie lãnh đạo. Trong giai đoạn này, náo loạn chủng tộc chống người Hoa bắt đầu xuất hiện khá thường xuyên, bắt đầu với náo loạn tháng 4 năm 1994 tại Medan.
Tầng lớp trung lưu của Indonesia phát sinh nhờ phát triển kinh tế của Suharto, đến thập niên 1990, các phần tử trong tầng lớp này trở lên bất an trước chế độ chuyên quyền và tham nhũng của các con ông, thúc đẩy tính cần thiết phải cải cách chính phủ Trật tự Mới kéo dài đã gần 30 năm. Đến năm 1996, con gái của Sukarno là Megawati Sukarnoputri, đồng thời là chủ tịch của Đảng Dân chủ vốn thường phục tùng, trở thành một điểm tập hợp cho bất mãn đang phát triển này. Nhằm đối phó, Suharto hỗ trợ phái trong đảng này dưới quyền Suryadi, nhân vật này loại bỏ Megawati khỏi ghế chủ tịch. Ngày 27 tháng 7 năm 1996, một cuộc tấn công do các binh sĩ và du côn được thuê tiến hành dưới quyền Trung tướng Sutiyoso nhằm vào những người ủng hộ Megawati đang tuần hành tại Jakarta dẫn đến bạo loạn chết người và cướp bóc. Tiếp sau sự kiện này là việc bắt giữ 200 nhà hoạt động dân chủ, và một số người bị sát hại, bởi các đơn vị quân đội dưới quyền con rể của Suharto là Thiếu tướng Prabowo Subianto.

### Khủng hoảng kinh tế và từ nhiệm

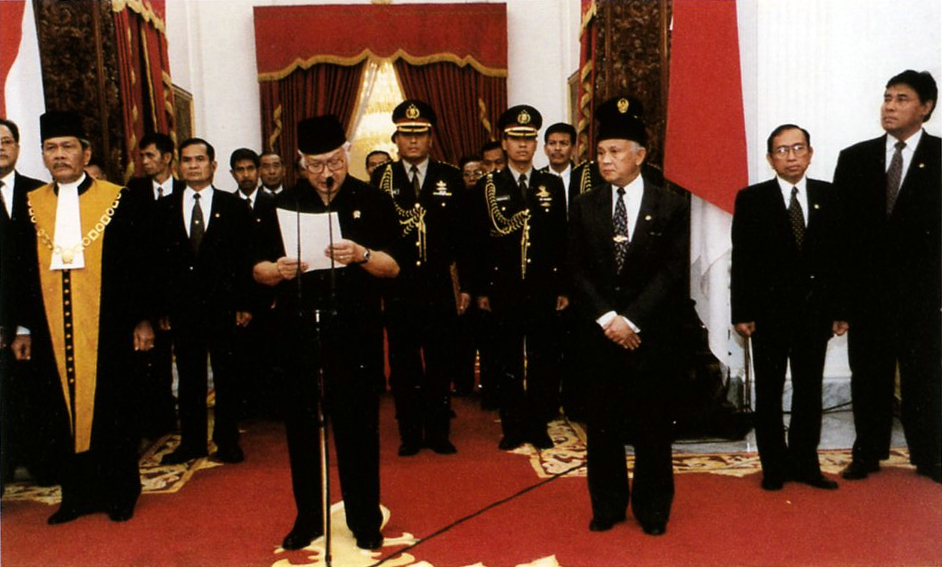
Suharto đọc diễn văn từ nhiệm của mình tại Cung điện Merdeka vào ngày 21 tháng 5 năm 1998.

Indonesia là quốc gia chịu tác động mạnh nhất từ Khủng hoảng tài chính châu Á 1997–98. Từ giữa năm 1997, có lượng lớn tư bản chảy ra bên ngoài và so với dollar Mỹ thì Rupiah Indonesia giảm từ mức tiền khủng hoảng là 2.600 xuống một điểm thấp vào đầu năm 1998 là khoảng 17.000. Nhiều công ty bị phá sản và kinh tế giảm 13,7% dẫn đến tăng mạnh thất nghiệp và bần cùng trên toàn quốc.
Trong tháng 12 năm 1997, Suharto lần đầu tiên không tham dự cuộc họp thượng đỉnh của ASEAN, về sau nguyên nhân được tiết lộ là ông bị đột quỵ nhỏ, điều này tạo ra đồn đoán về sức khỏe của ông và tương lai chức tổng thống của ông. Đến giữa tháng 12, khi khủng hoảng quét qua toàn Indonesia và ước tính 150 tỷ tư bản rút khỏi nước này, Suharto xuất hiện trong một buổi họp báo để tái khẳng định quyền lực của mình và để thuyết phục nhân dân tin tưởng chính phủ và đồng Rupiah đang sụt giá. Tuy nhiên, các nỗ lực của ông nhằm tái gây dựng lòng tin có ít tác động. Bằng chứng cho thấy rằng gia đình và cộng sự của ông được miễn các yêu cầu khó khăn nhất của quá trình cải cách IMF, điều này càng làm xói mòn lòng tin vào kinh tế và cương vị lãnh đạo của ông.
Khủng hoảng kinh tế đi kèm với gia tăng căng thẳng chính trị. Các cuộc náo loạn chống người Hoa phát sinh tại Situbondo (1996), Tasikmalaya (1996), Banjarmasin (1997), và Makassar (1997); trong khi xung đột dân tộc bạo lực phát sinh giữa người Dayak bản địa và người Madura định cư tại Trung Kalimantan vào năm 1997. Golkar giành thắng lợi nhờ gian lận trong bầu cử quốc hội năm 1997 và đến tháng 3 năm 1998, Suharto được nhất trí bầu tiếp tục đảm nhiệm một nhiệm kỳ 5 năm nữa. Ông bổ nhiệm đồng sự BJ Habibie làm phó tổng thống trong khi đưa gia đình và đối tác kinh doanh của mình vào nội các. Những vụ bổ nhiệm này cùng ngân sách phi thực tế 1998 của chính phủ tạo thêm các bất ổn tiền tệ, và các tin đồn và hoảng sợ khiến nhân dân đổ xô đến các cửa hàng và đẩy giá cả lên.
Suharto ngày càng bị cho là nguồn gốc của các khủng hoảng kinh tế và chính trị đang tăng lên trong nước, các nhân vật chính trị nổi bật, trong đó có chính trị gia Hồi giáo Amien Rais, lên tiếng chống cương vị tổng thống của ông, và đến tháng 1 năm 1998 các sinh viên đại học bắt đầu tổ chức các cuộc tuần hành trên toàn quốc. Khủng hoảng đạt đỉnh trong tháng 5 năm 1998 khi lực lượng an ninh sát hại bốn người tuần hành từ Đại học Trisakti ở Jakarta. Náo loạn và cướp bóc khắp Jakarta và các thành phố khác trong những ngày sau đó khiến hàng nghìn tòa nhà bị phá hủy và trên 1.000 người bị sát hại. Người Hoa và các cơ sở kinh doanh của họ là các mục tiêu cụ thể trong bạo lực. Các thuyết về nguồn gốc của bạo lực gồm có kình địch giữa Tướng Wiranto và Prabowo, và đề xuất rằng Suharto cố ý kích động để đổ trách nhiệm về khủng hoảng cho người Hoa và làm mất uy tín phong trào sinh viên.
Ngày 16 tháng 5, hàng nghìn sinh viên yêu cầu Suharto từ nhiệm, họ chiếm khuôn viên và mái của tòa nhà quốc hội. Khi Suharto trở về Jakarta, ông đề nghị từ chức vào năm 2003 và cải tổ nội các. Các nỗ lực này thất bại khi các đồng minh chính trị của ông bỏ rơi ông để tham gia tân nội các được trù định. Theo Wiranto, vào ngày 18 tháng 5, Suharto ban một sắc lệnh mà theo đó cấp thẩm quyền cho ông ta tiến hành biện pháp bất kỳ để khôi phục an ninh; tuy nhiên Wiranto quyết định không thi hành sắc lệnh để ngăn xung đột với dân chúng. Ngày 21 tháng 5 năm 1998, Suharto tuyên bố từ nhiệm, phó tổng thống Habibie đảm nhiệm chức vụ tổng thống theo quy định trong hiến pháp.

## Sau khi từ nhiệm
Sau khi từ nhiệm tổng thống, Suharto ẩn cư trong gia viên tại khu vực Menteng của Jakarta, được các binh sĩ bảo vệ và hiếm khi xuất hiện công khai. Gia đình của Suharto giành phần lớn thời gian của họ để chống đỡ các điều tra tham nhũng. Tuy nhiên, bản thân Suharto được các chính trị gia bảo vệ khỏi bị thực sự khởi tố, chức vụ của họ vốn là nhờ ơn của Suharto, điều này được biểu thị trong trao đổi điện thoại bị lộ giữa Tổng thống Habibie và Tổng chưởng lý Andi Muhammad Ghalib trong tháng 2 năm 1999.
Trong tháng 5 năm 1999, Time Asia ước tính tài sản của gia đình Suharto là 15 tỷ USD, Suharto kiện tap chí đòi hơn 27 tỷ USD bồi thường vì phỉ báng. Đến năm 2007, Tòa án Tối cao của Indonesia phán quyết buộc Time Asia phải bồi thường thiệt hại cho Suharto một nghìn tỷ rupiah (128,59 triệu USD).
Ngày 29 tháng 5 năm 2000, Suharto bị đặt dưới quản thúc tại gia khi nhà cầm quyền Indonesia bắt đầu điều tra về tham nhũng trong nhiệm kỳ tổng thống của ông. Trong tháng 7 năm 2000, nhà đương cục tuyên bố rằng ông bị buộc tội biển thủ 571 triệu USD tiền quyên góp cho chính phủ đến một số trong những quỹ do mình kiểm soát và sau đó sử dụng tiền để cấp cho các đầu tư của gia đình. Tuy nhiên, đến tháng 9 các bác sĩ do tòa án bổ nhiệm tuyên bố rằng Suharto không thể hầu tòa vì sức khỏe suy yếu. Các công tố viên nhà nước lại nỗ lực vào năm 2002 song sau đó các bác sĩ viện dẫn một bệnh não không xác định. Ngày 26 tháng 3 năm 2008, một thẩm phán tòa án dân sự phán Suharto vô tội tham nhũng song phán quỹ từ thiện của ông là Supersemar phải trả US$110 triệu.
Năm 2002, con trai của Suharto là Tommy bị tuyên án 15 năm tù giam. Nhân vật này bị kết án ra lệnh sát hại một thẩm phán từng tuyên án ông ta 18 tháng tù giam về tội tham nhũng và sở hữu vũ khí bất hợp pháp. Năm 2006, ông ta được "phóng thích có điều kiện."
Ngày 9 tháng 7 năm 2007, các công tố viên Indonesia đệ đơn kiện dân sự chống Suharto, nhằm thu hồi công quỹ nhà nước.
Ngày 4 tháng 1 năm 2008, Suharto được đưa đến Bệnh viện Pertamina tại Jakarta với các biến chứng phát sinh từ một cơn yếu tim, phù chân tay và bụng, và suy thận cục bộ. Sức khỏe của ông thay đổi thất thường trong vài tuần song dần tệ hơn. Ngày 23 tháng 1, sức khỏe của Suharto tệ hơn do nhiễm trùng huyết. Gia đình ông chấp thuận loại bỏ các máy hỗ trợ sinh tồn, và ông từ trần vào 1:10 ngày 27 tháng 1.